# Einschienenbahn

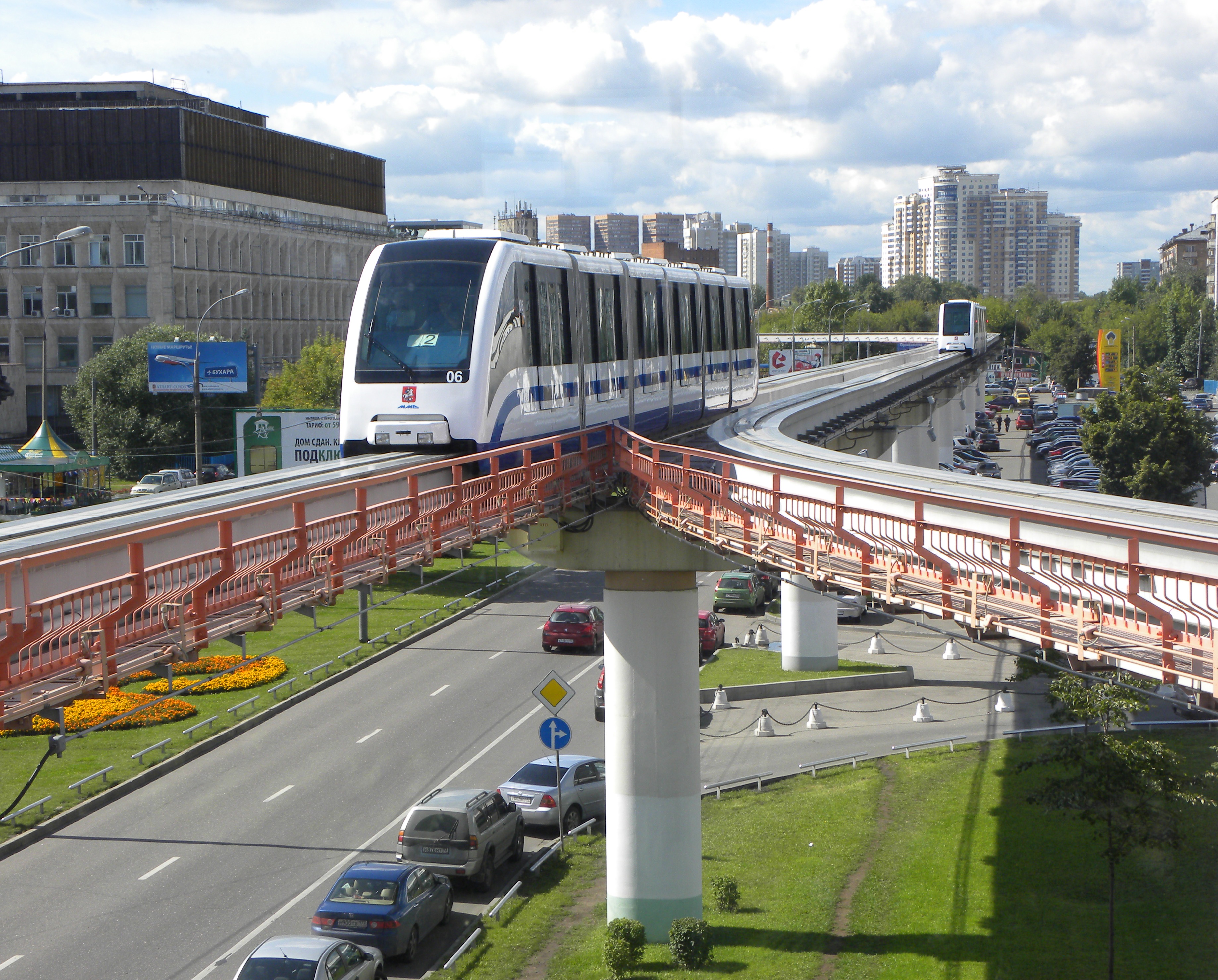
Intamin-Monorail in Moskau

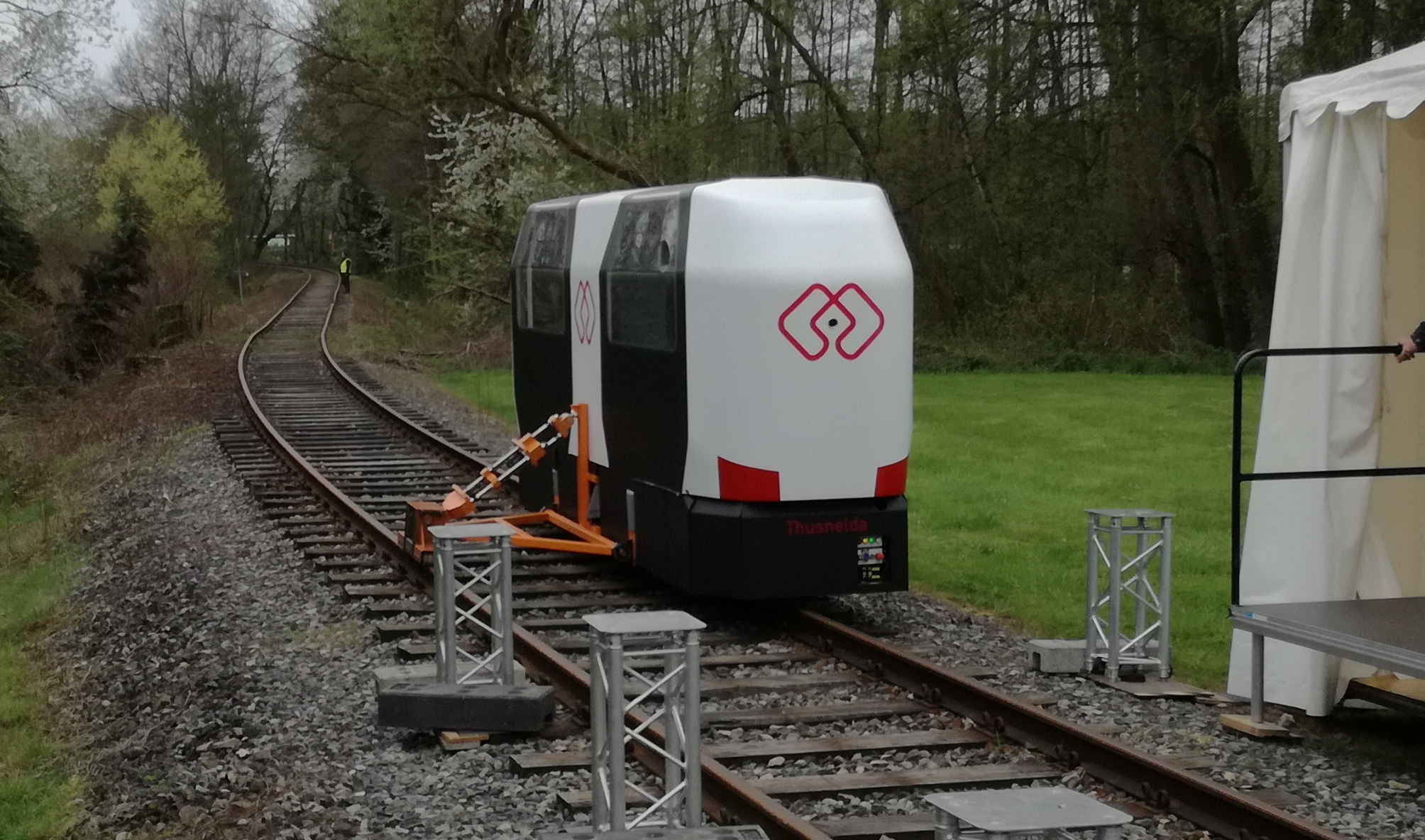
Prototyp der Monocab an der TH in Lemgo

Eine Einschienenbahn (englisch Monorail) ist eine dem Passagier- oder Gütertransport dienende Bahn, die auf oder unter einem einzelnen schmalen Fahrweg („Schiene“, „Fahrbalken“) fährt. Dieser kann unterschiedliche Formen annehmen und aus verschiedenen Materialien gefertigt sein. Er ist meistens aufgeständert, kann aber auch ebenerdig oder in Tunneln verlaufen. Der Antrieb von Einschienenbahnen erfolgt meist mit Hilfe von Elektromotoren, obwohl auch mit dem Dampfantrieb und Verbrennungsmotoren experimentiert wurde. Einige wenige, wie die Schwebebahn Dresden, werden durch ein Seil von einer stationären Maschine angetrieben.
Alle Einschienenbahnen, die eine Bedeutung erlangt haben, fahren in stabilem Gleichgewicht auf oder unter ihrer formschlüssig umfassten Schiene. Dies wird beispielsweise damit erreicht, dass eine Reihe von Zwillingsreifen auf der Oberseite des Fahrbalkens und auf den Seiten je eine hohe und eine tiefe Reihe von Führungsreifen laufen.
Fährt ein Schienenfahrzeug jedoch auf nur einer und nur linearen, also sehr schmalen Schiene, benötigt es zur Stabilisierung eine kräftige Kreiselanlage wie die Einschienenbahn nach Brennan und die Monocab (Forschungsprojekt) oder einen stützenden Ausleger zu einer dazu parallel verlaufenden zweiten Schiene, wie es für manche Muskelkraft-Draisinen realisiert ist.

## Frühe Entwicklungen

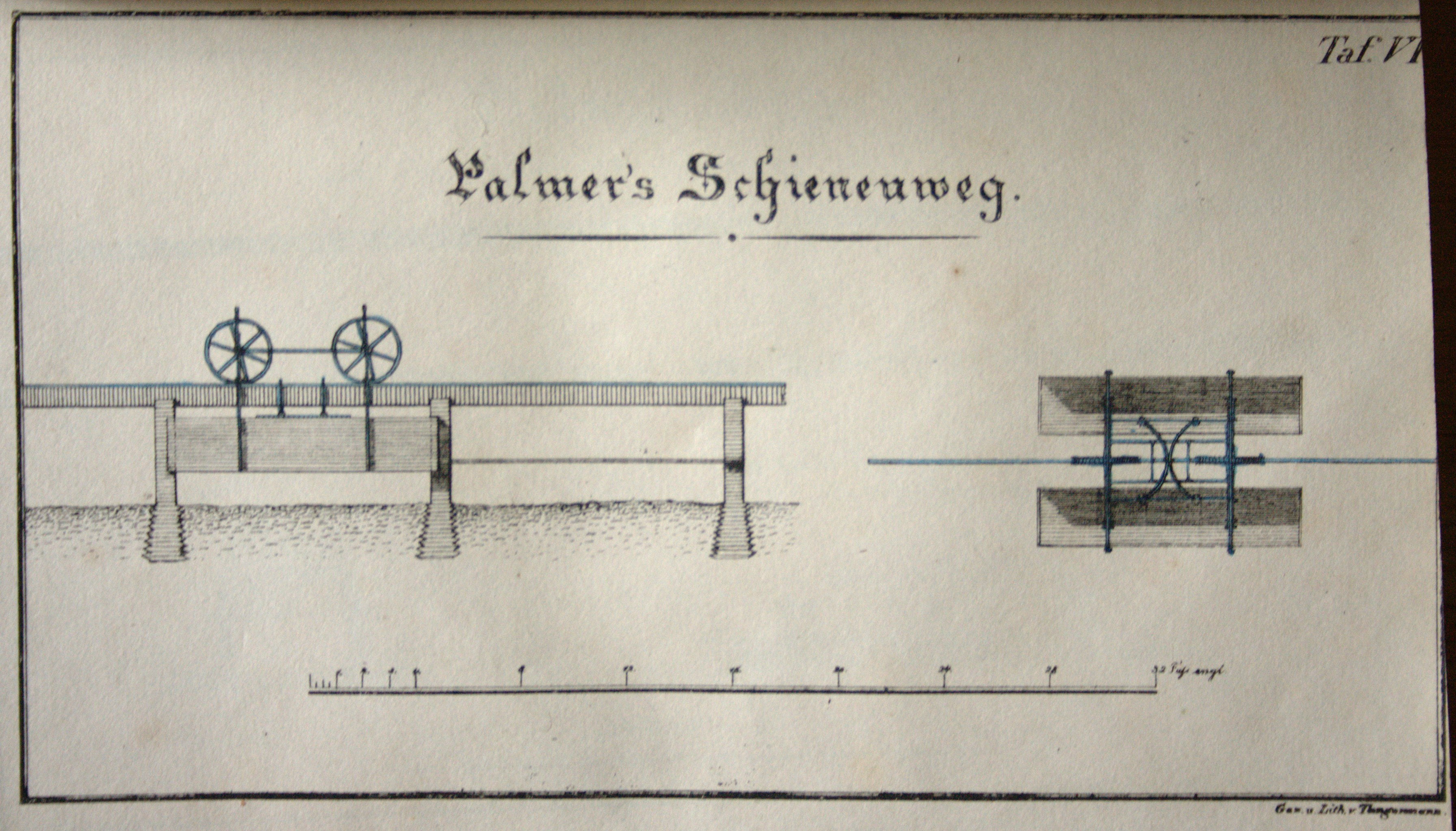
Die erste Einschienenbahn, von Palmer. Ladeflächen oder Ladung beidseitig, 3 m (10 Fuß) lang.

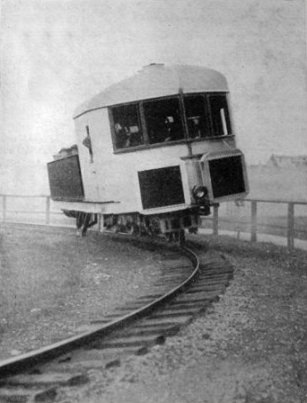
Kreiselstabilisierte Einschienenbahn von Brennan (1907)

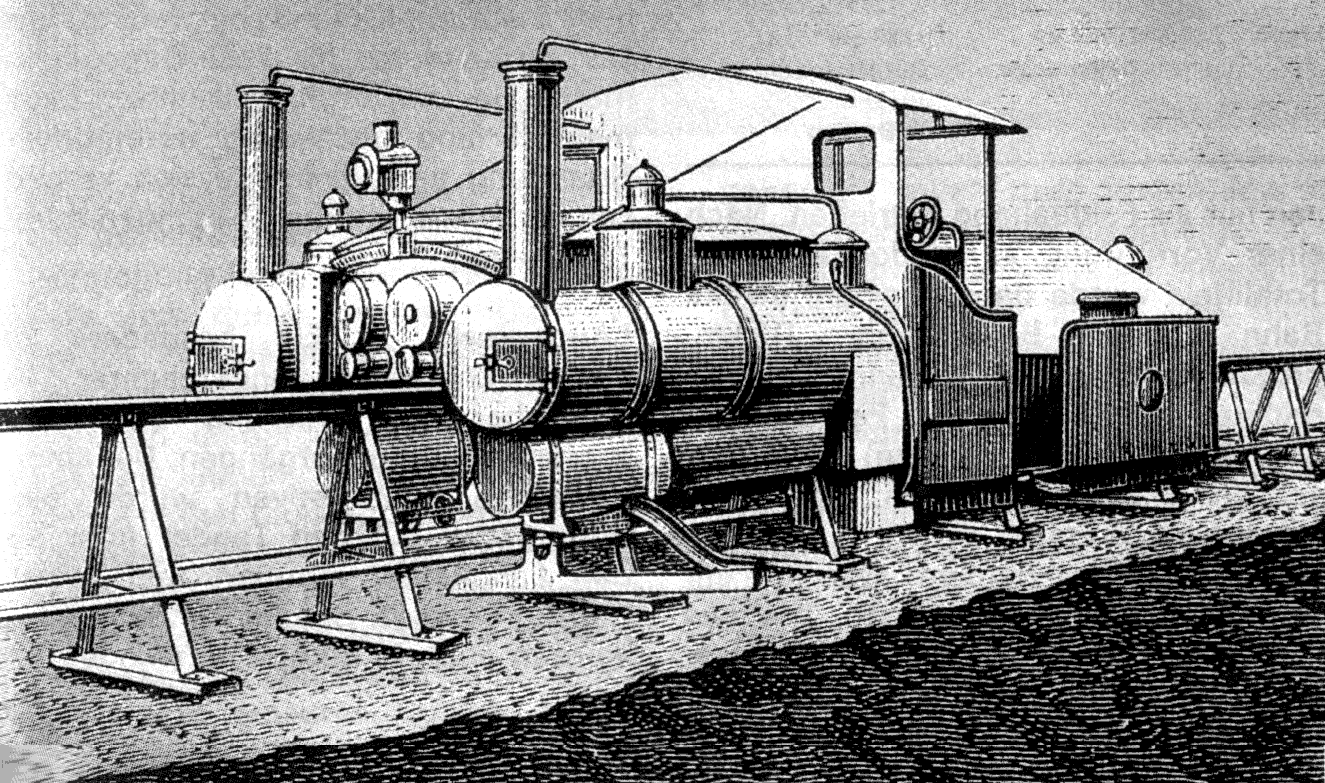
Lokomotive für eine Lartigue-Einschienenbahn

Im Jahr 1821 ließ sich der Brite Henry Robinson Palmer ein Patent auf eine Einschienenbahn ausstellen. Nach diesem Patent wurde in Cheshunt, England, eine Bahn für den Ziegeltransport gebaut und am 25. Juni 1825 in Betrieb genommen. Die Fahrzeuge hingen unterhalb einer Schiene und wurden von einem Pferd gezogen. 1827 baute der Eisenbahnpionier Friedrich Harkort in der deutschen Industriestadt Elberfeld (heute zu Wuppertal) eine Demonstrationsstrecke und in Ungarn bestand ab August 1827 zwischen Pest und Kőbánya eine 7,6 Kilometer lange Verbindung zum Transport von Baumaterialien.
1875 wurde in Algerien von dem französischen Ingenieur Charles Lartigue eine Einschienenbahn über eine Strecke von 90 Kilometern von Oran nach Damesne errichtet. Die Wagen dieser Bahn hatten ein Fahrgestell, an dem beiderseits Tragebehälter zum Transport von Espartogras befestigt waren. Die Wagen wurden von Maultieren gezogen. Der Betrieb dieser Bahn wurde bereits 1881 wieder eingestellt. Weitere Strecken dieser Lartigue-Einschienenbahn wurden auf einer Ausstellung 1886 in London und 1888 zwischen Listowel und Ballybunion (Listowel and Ballybunion Railway) im südwestlichen Irland mit speziellen Dampflokomotiven errichtet. Diese Bahn war 36 Jahre bis 1924 in Betrieb und wird seit 2001 nach den alten Vorlagen wieder zum neuen Betrieb aufgebaut.
Um 1870 baute Unternehmer-Ingenieur Eugen Langen, Partner von Nicolaus Otto, in seiner Kölner Zuckerfabrik eine Einschienenbahn mit hängenden Wagen für den Gütertransport. 1893 ließ Langen in Deutz eine Demonstrationsstrecke mit einer Länge von 120 m von der Firma Dortmunder Union bauen. Laut Denkschrift „eine Versuchsstrecke für die ‚Anlage einer elektrischen Hochbahn (Schwebebahn), System Eugen Langen‘“. Es gab eine Zweischienen- und später eine Einschienenvariante. Zwischen 1898 und 1903 wurde zwischen Barmen, Elberfeld und Vohwinkel (heute zu Wuppertal) die Wuppertaler Schwebebahn nach diesem System gebaut. Am 24. Oktober 1900 fuhr Kaiser Wilhelm II. mit seinem Gefolge vom Döppersberg bis nach Vohwinkel. Diese Hochbahn ist bis heute in Betrieb. Zudem stellte Langen 1895 seine Tropenbahn für den Einsatz in den Deutschen Kolonien in Afrika vor. 

### Stabilisierung gegen Umkippen
1907 entwickelte der irisch-australische Ingenieur Louis Brennan (1852–1932) eine Einschienenbahn, die auf Stahlrädern mit doppelten Spurkränzen auf einer einzelnen Vignolschiene fuhr und über Kreiselsysteme aktiv stabilisiert wurde (Einschienenbahn nach Brennan). Davon gab es ein Modell im verkleinerten Maßstab sowie 1910 auch eine Demonstrationsanlage in voller Größe in Whitecity / London. Es gab auch einen Versuch, diese Bahn in Deutschland einzuführen, wofür sich der bekannte Berliner Verleger August Scherl und der Landrat des Obertaunuskreises, Ernst Ritter von Marx, einsetzten. Das Projekt Einschienenbahn am Taunusrand wurde jedoch noch vor einer Entscheidung abgebrochen. Bernhard Kellermann verewigte eine solche Bahn in seinem Science-Fiction-Roman „Der Tunnel“ (1913).
Um Fliehkräfte bei Kurvenfahrt gut aufzunehmen, wird bei Einschienenbahnen die Schiene leicht zur Kurven-Innenseite geneigt angelegt. Bei einer im Querschnitt voluminösen Schiene kann eine wie ein Reiter im Sattel aufsitzende Bahn Kippmomente, bzw. die Fliehkraft auf das Fahrzeug an die Schiene ableiten. Das erfolgt idealerweise über Formschluss, vor allem durch seitlich am Schienenprofil abstützende Räder, beispielsweise der Alweg-Schiene. Reibschluss rollender Räder gegen seitliche Kräfte wie bei Straßenfahrzeugen wären im Prinzip auch auf zylindrischen Rohrschienen möglich, haben jedoch hohen Reifenverschleiß und machen ein Lenken aller Räder gegen den Schlupf zur Seite nötig.
Von Magnetkräften abgesehen, kann die Stabilisierung auch durch die Schwerkraft erfolgen, nämlich dann, wenn der Zug nicht auf der Schiene sitzt, sondern von ihr nach unten hängt. Bedingung ist ausreichende Dämpfung gegen Pendeln und Schlingern längs des Zugs wie bei der Wuppertaler Schwebebahn.

## Vorteile

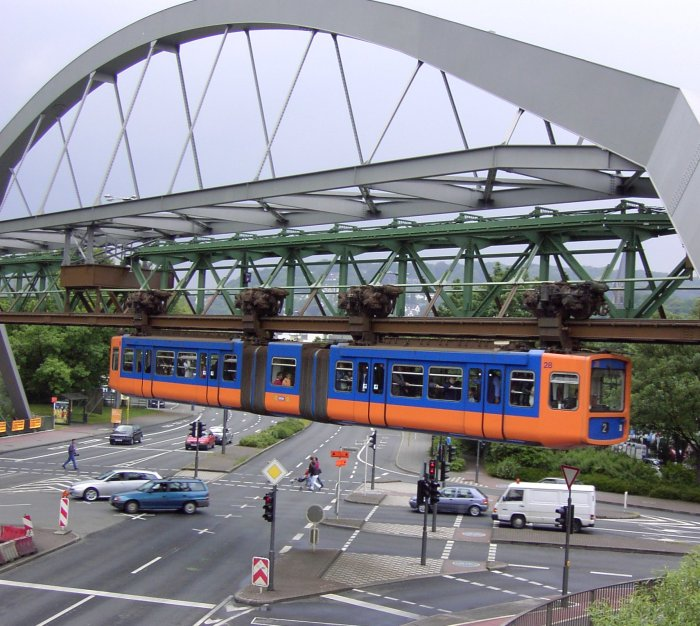
Die Wuppertaler Schwebebahn ist die älteste noch heute fahrende Einschienenbahn

Bauvorhaben lassen sich, da die Fahrwege aus vorgefertigten Fertigteilen montiert werden, recht schnell und unproblematisch verwirklichen; die Fahrbalken gliedern sich relativ gut in städtische Szenerien ein und die Bahnen können sogar in Gebäude eingeführt werden. Der Schattenwurf ist durch die schmalen, recht weit spannenden Träger geringer als beim Aufständern herkömmlicher Bahnen oder mehrspuriger nichtkonventioneller Spurfahrzeugsysteme.
Die Versorgung mit elektrischem Strom für den Fahrantrieb kann in die Trag- und Fahrschiene integriert werden, was zusätzliche Stromschienen oder Oberleitungen erspart.
Bei zweispurigen Bahnen ist zum Ausgleich der Zentrifugalkraft die Überhöhung der kurvenäußeren Schiene nötig. Die Überhöhung kann dabei immer nur für genau eine Geschwindigkeit optimal bemessen werden. Beim einspurigen Hängebahnsystem, wie in Wuppertal realisiert, ist die Bahn frei schwingend aufgehängt. Die Quer-Neigung der Wagen entspricht in jedem Moment dem Einfluss der senkrecht (Schwerkraft) und seitlich wirkenden Kräfte. Neben dem verbesserten Komfort für die Fahrgäste ist dadurch die Kurvenfahrt mit unverminderter Geschwindigkeit ohne die Gefahr einer Entgleisung möglich.

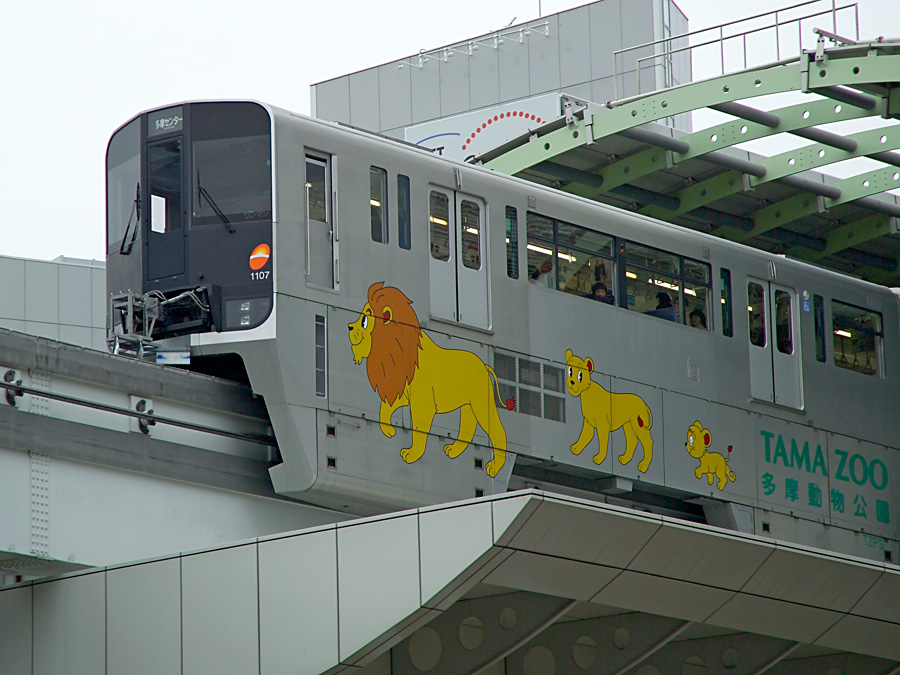
Zug der Einschienenbahn Tama (Japan)

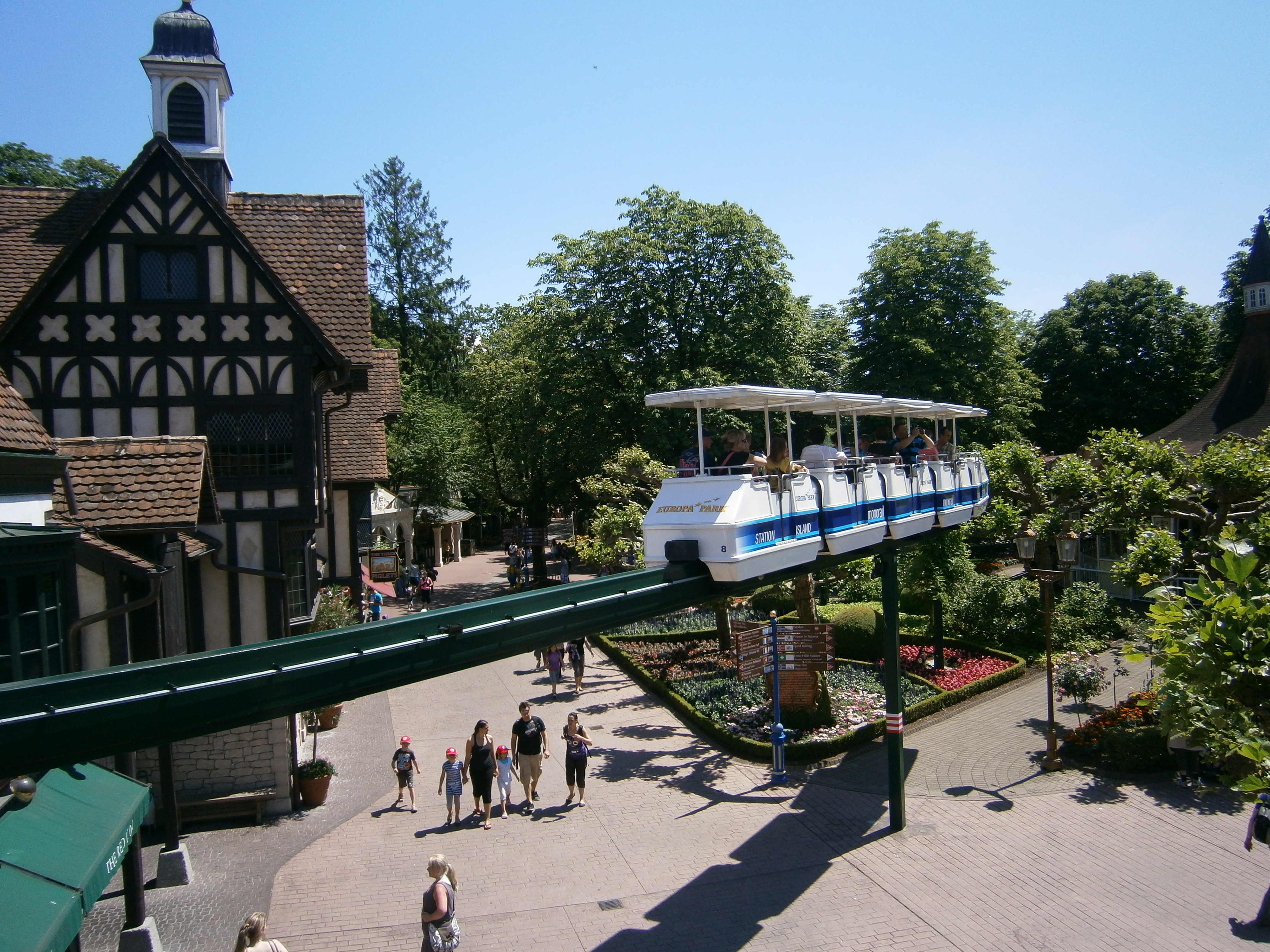
Monorail im Europa-Park

Die Laufwerke sind, vor allem beim Safege-System, aber auch bei Sattelbahnen, verglichen mit konventionellen Eisenbahnen sehr gut vor Wettereinflüssen geschützt. Der Schneeräumaufwand ist bei Sattelbahnen sehr niedrig, bei Safege entfällt das Schneeräumen ganz (daher auch die Anwendungsbeispiele in kälteren Gegenden Japans). Beschleunigungs- und Bremsvermögen der meist elektrisch betriebenen und luftbereiften Fahrzeuge sind zumal bei recht geringer Geräuschentwicklung recht gut (vergleichbar mit luftbereiften Leicht-U-Bahnen etc.); das gute Steigvermögen durch große Adhäsion der Gummireifen und die geringen Kurvenradien durch das unkompliziert mögliche, starke Überhöhen von Bögen erlauben Trassierungen in sehr schwierigen Umgebungen.

## Nachteile
Fahrweg und Fahrzeug von Einschienenbahnen stammen im Normalfall von einem Hersteller und sind nicht standardisiert. Damit ist der Aufbau von echtem Wettbewerb in Netzwerken (vgl. Bundesnetzagentur), in denen Fahrzeuge und Netzwerkinfrastruktur unterschiedlicher Hersteller und Betreiber nebeneinander existieren, nicht möglich. Neben der mangelnden Standardisierung der Systeme untereinander ist keine Übergangsmöglichkeit von und zur herkömmlichen Schiene (wie bei Tram-Train) oder zur Straße (wie beim Spurbus) gegeben. Der Einsatzbereich von Einschienenbahnen liegt deswegen vor allem im Bereich der Punkt-zu-Punkt-Verbindungen, insbesondere wenn größere Bereiche aufgeständert zu überqueren sind (Messen, Parks, Flughäfen).

Ein wirtschaftlicher Güterverkehr (jenseits von Kurierware oder Luftverkehrscontainern) ist bei den tatsächlich implementierten Systemen unmöglich, da diese wegen der zahlreichen, zumeist luft- oder vollgummibereiften Räder einen ausschließlichen Betrieb mit Triebwagen verlangen, besonders, wenn große Steigungen und/oder Überhöhungen vorliegen.
Weichen sind verhältnismäßig komplex und teuer. Es gibt verschiedene, unterschiedlich praktikable Biegeweichen- und Wechselweichenbauarten; erstere verbiegen den Fahrbalken, letztere tauschen durch Verschieben oder Rotieren einer Plattform einen starren geraden Fahrstrang gegen einen starren gekrümmten Strang aus. Auffahrbare Weichen sind in keinem Fall möglich.
Die Höchstgeschwindigkeiten sind bei den gummibereiften Bauarten relativ begrenzt. Der Schattenwurf, obwohl nicht so groß wie bei herkömmlichen Hochbahnen, ist nicht zu vernachlässigen. Die flexible Trassierbarkeit und das futuristische Design haben eine sehr starke optische Wirkung und führen je nach Standpunkt zu erheblichen Auswirkungen auf das Stadt- und Landschaftsbild.

## Bedeutung und Marktsegment
Die enge (proprietäre) Verbindung zwischen Fahrweg und Fahrzeug, im Regelfall von einem Hersteller, erlaubt im Einzelfall spezielle Verbesserungen gegenüber standardisierten Rad-Schiene-Netzen, verringert aber die Erneuerungsfähigkeit bei realisierten Systemen und kann Zulieferermonopole bewirken.
Sowohl mit der seinerzeitigen Alwegbahn seit 1957 wie auch mit dem Transrapid war der Einstieg in den schnellen Fernverkehr geplant, bereits bei der Schwebebahn-Technologie wie später beim Aerobus war und ist die standardisierte Anwendung im Stadtbereich geplant.
Die entsprechenden Formatkrieg-ähnlichen Auseinandersetzungen im Netzwerkbereich gingen aber bislang alle unter großer Medienwirksamkeit und Anteilnahme der Öffentlichkeit zugunsten klassischer Rad-Schiene-Systeme aus. Selbst die längsten realisierten Einschienenbahnsysteme sind nicht mehr als Nischen und Insellösungen für Spezialfälle. Wichtig und herausragend sind auch (manchmal nur kurzfristige) Anwendungen für Weltausstellungen und Messen oder in Vergnügungsparks.
Neben den zahllosen mehr oder weniger komplizierten Bahnen, mit denen in Handwerks- und Industriebetrieben jeder Größenordnung sowie im Steillagenweinbau Güter aller Art transportiert werden, gibt es zahlreiche gut eingeführte öffentliche Einschienenbahnen auf der Welt (Parkbahnen u. Ä. sind nicht erwähnt); viele weitere sind geplant. Das längste geplante System in Tama, Japan, soll einmal eine Netzlänge von etwa 100 Kilometer erreichen.[veraltet]

## Bauarten

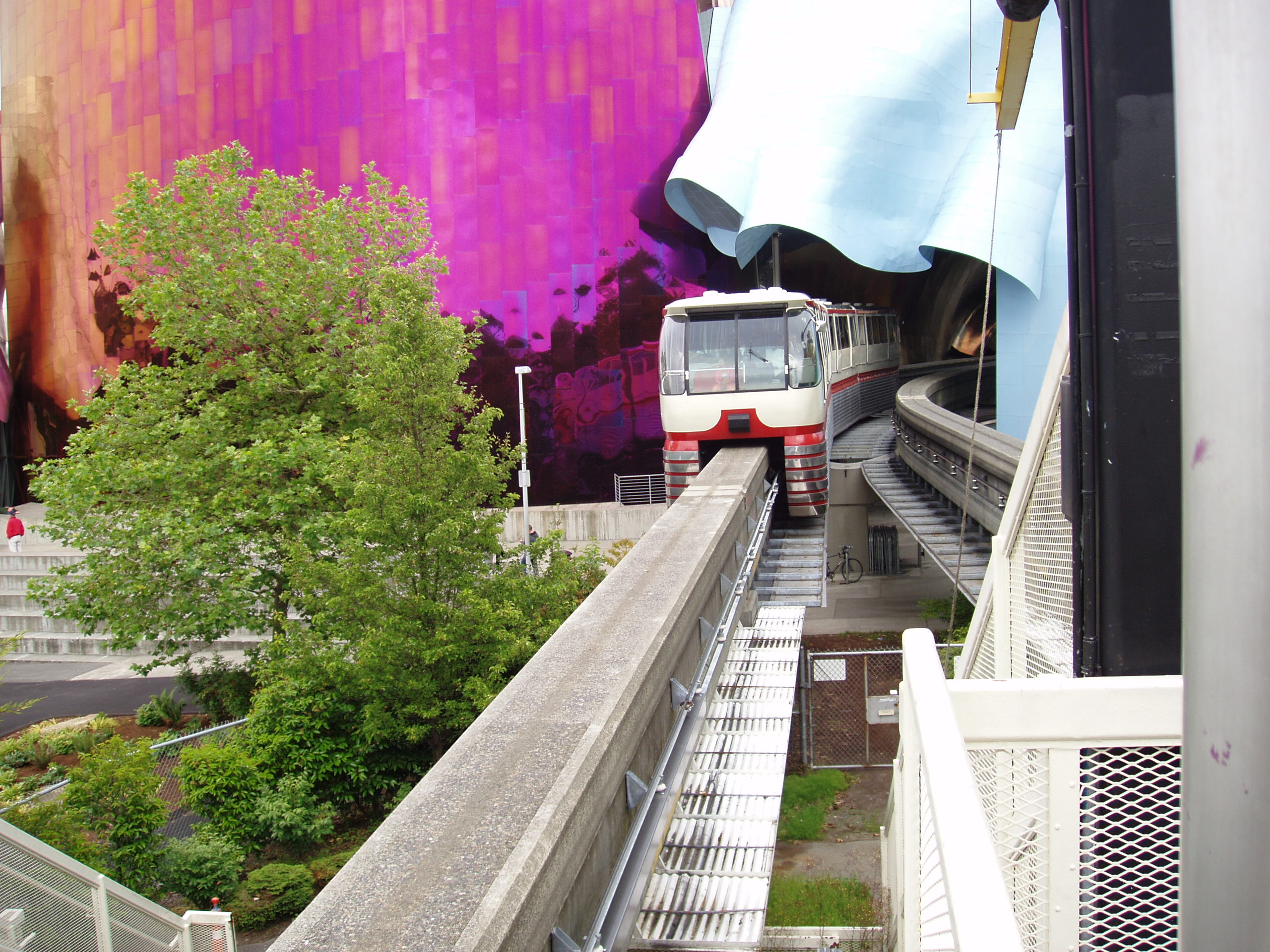
System ALWeG: Seattle Monorail

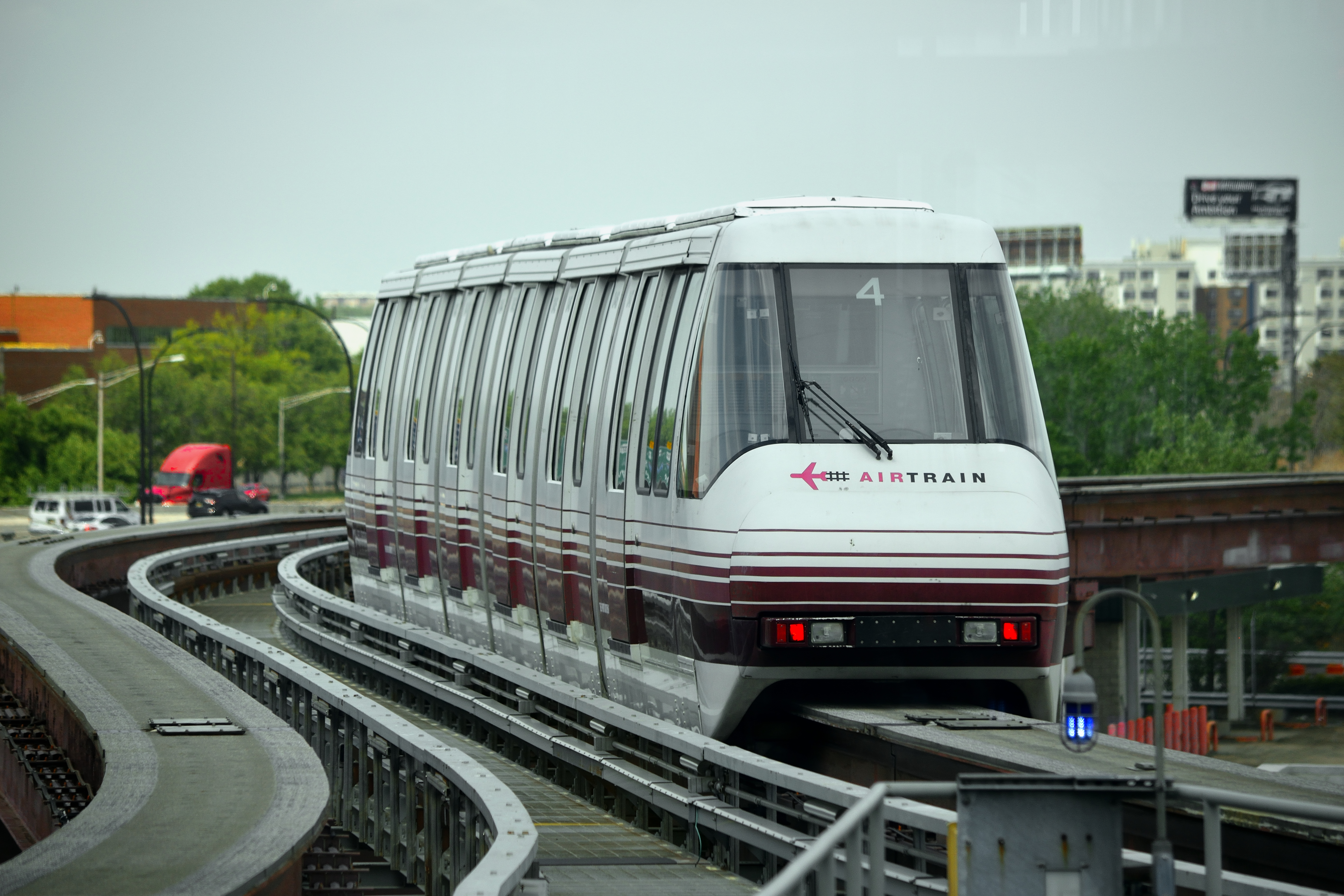
Bauart Von Roll: AirTrain Newark

### Stehende Bahnen (Sattelbahnen)
- System Lartigue: Einzelne Vignolschiene als Fahrbahn, Fahrzeuge mit Stahlrädern mit beiderseitigen Spurkränzen (Doppelspurkranz) und beidseitig hängenden Lasten, Stabilisierung durch seitliche Führschienen.
- System Ewing: Einzelne Vignolschiene als Fahrbahn, Fahrzeug mit Stahlrädern mit Doppelspurkranz, Stabilisierung durch Stützrad.
- System Brennan: Einzelne Vignolschiene als Fahrbahn, Fahrzeug mit Stahlrädern mit Doppelspurkranz, Stabilisierung durch Kreiselsystem.
- System ALWeG: Fahrbalken aus Beton oder Stahlprofil, mit rechteckigem Querschnitt (oft seitlich leicht sanduhrförmig eingezogen); eine Reihe Tragräder, insgesamt vier Reihen Führungsräder (alle luftbereift); Stromversorgung über seitlich bestrichene Stromschiene (Gleichstrom)
  - Bauart ALWeG: Fahrbalken 51–90 cm breit und 88–220 cm hoch; Drehgestelle; Tragräder unterhalb oder in der Kabine und zwillingsbereift; Fahrspannung 600 V
  - Bauart Disney/Bombardier: Balkenbreite 66 cm; keine Drehgestelle, Tragräder stattdessen vor und hinter den Kabinen festmontiert (kein freier Durchgang zwischen den Fahrzeugen) und nur einzeln bereift; Fahrspannung: 600 V oder 750 V
  - Bauart Hitachi: Fahrbalkenbreite 85 cm, zwei statt nur einem Paar Tragreifen pro Drehgestell, neuere Bauserien mit hohem Fahrzeugboden, sodass die Tragräder den Fahrgastraum nicht zerklüften; Fahrspannung 1500 V
  - Bauart Monorail Malaysia: Balkenbreite 80 cm, Fahrspannung 750 oder 1500 V
  - Bauart Bombardier: wie Disney/Bombardier, aber vollautomatisch
- Kastenträger-Systeme: Fahrbalken aus rechteckigem Stahlprofil (selten Beton) mit mindestens einem überstehenden Flansch; Führungsräder greifen den Flansch von unten und die Balkenseiten von außen
  - Bauart Bombardier UM: Fahrbalken aus Stahl oder Beton
  - Bauart Intamin: Fahrbalken 60 cm breit und 100 cm hoch
  - Bauart Severn Lamb: Fahrbalken aus Stahl oder Spannbeton
  - Bauart Von Roll (mittlerweile via Adtranz und Bombardier an Alstom übergegangen): Fahrbalkenbreite 70 cm, mit beidseitig je 12 cm überstehendem Flansch, Balkenhöhe 83,2 cm; jedem Paar Tragräder sind zwei von unten und je zwei von links und rechts greifende Führungsräder beigegeben; Fahrstrom 500 V Wechselstrom (zwei von unten bestrichene Stromschienen)
- T-Träger-Systeme: Fahrbalken mit umgekehrtem T-Profil, das heißt mit breitem Flansch unten (evtl. mit schmalem Flansch oben); das Fahrzeuggewicht ruht auf dem breiten unteren Flansch, nicht auf der Schmalseite
  - Bauart Eurotren Monoviga: Fahrbalken 190 cm breit und 130 cm hoch, Gelenkfahrzeuge mit zwei Tragrad- und zwei Führungsradpaaren pro Sektion; für Hochgeschwindigkeit Option, Stahl- statt Luftreifen und Linearmotor- statt Radantrieb zu verwenden
  - Bauart Urbanaut: Betonbalken von 100 cm Breite mit einer speziellen profilierten Stahlführschiene; diagonal statt waagerecht angeordnete Führungsreifen; skalierbar vom langsamen Fahrzeug auf Vollgummireifen bis hin zur Magnetschwebebahn
  - High-Speed Monorail: einzeln aufgehängte Stahlräder, Linearmotorantrieb, hohe Geschwindigkeiten

### Hängende Bauarten (Hängebahnen)

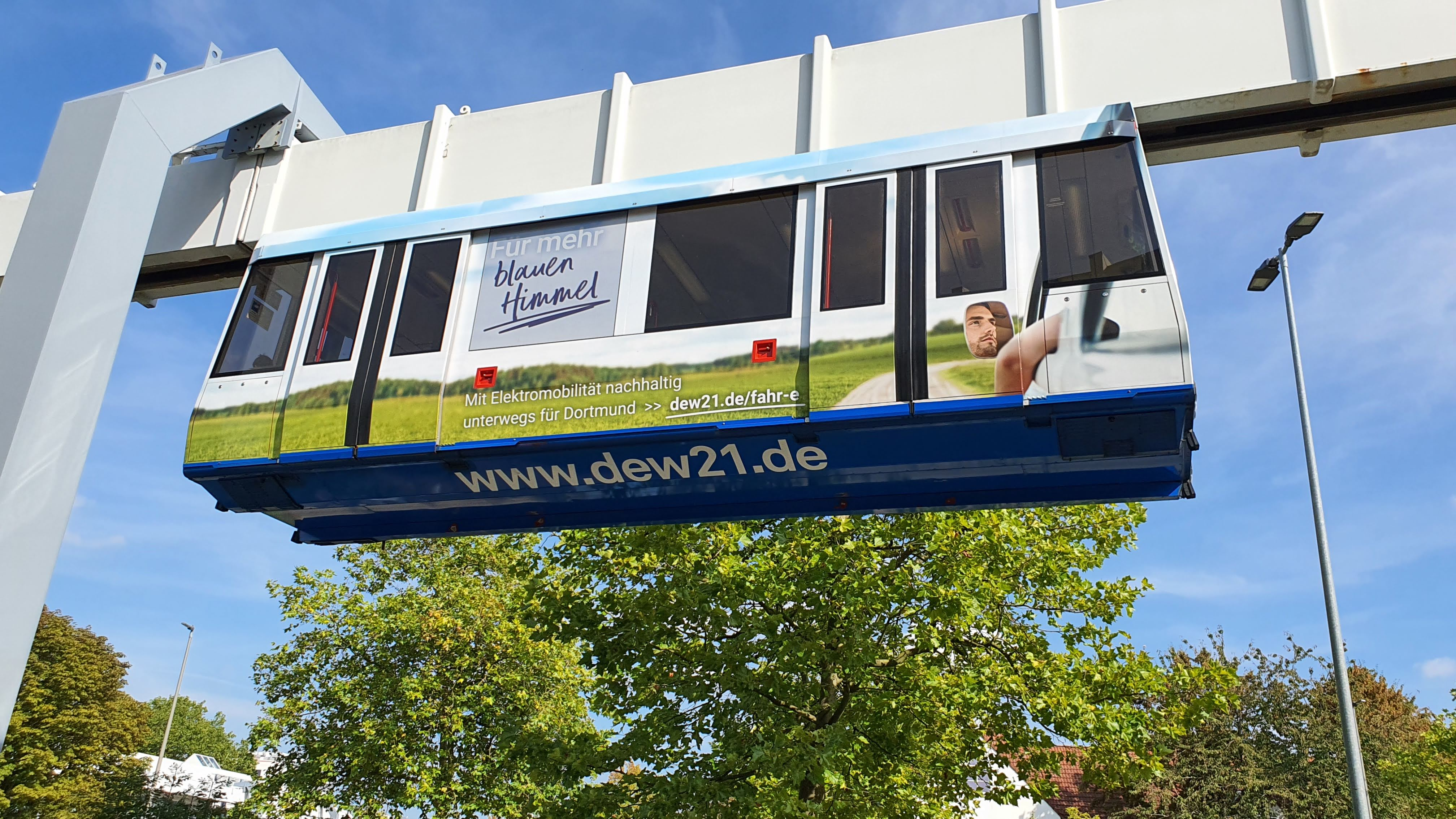
Bauart SIPEM: H-Bahn Dortmund

- Doppelspurkranz-Systeme: Stahlräder mit einem doppelten Spurkranz laufen auf einer einzelnen Stahlschiene
  - Bauart Palmer: Fahrzeuge hängen beidseitig
  - Bauart Langen I: Fahrzeuge hängen einseitig ausgependelt, Fahrstrom 550 V Gleichstrom (Beispiele: Wuppertaler Schwebebahn, Schwebebahn Dresden, Ueno-Zoo Monorail)
- Hohlträger-Systeme: Räder laufen im Innern eines unten offenen Kastenträgers; an den Rädergestellen hängen die Wagenkästen; Fahrstrom aus Stromschienen im Innern des Trägers (identisches Prinzip: Vorhangschienen mit Innenlaufrollen)
  - Bauart Langen II: Räder laufen im Träger auf konventionellen Eisenbahnschienen; Fahrspannung 550 V Gleichstrom
  - Bauart SAFEGE: vierrädrige Drehgestelle laufen im Innern eines unten geschlitzten Kastenträgers; durch den Schlitz hindurch sind die Wagenkästen an den Gestellen aufgehängt; Fahrstrom aus Stromschienen im Innern des Trägers (identisches Prinzip: Vorhangschienen mit Innenlaufrollen)
  - Bauart Mitsubishi: Fahrträgerquerschnitt 186 cm × 189 cm, luftbereifte Drehgestelle; Fahrspannung 1500 V Gleichstrom
  - Bauart Siemens SIPEM: sehr schmaler Träger, Hartgummireifen; Fahrspannung 380 V Drehstrom (Beispiele: H-Bahn Dortmund, Skytrain am Flughafen Düsseldorf)
  - Bauart Aerorail: Räder laufen im Träger auf konventionellen, meterspurigen Eisenbahnschienen; Fahrspannung 750 V Gleichstrom
- Doppel-T-Träger-Systeme: der Fahrbalken ist ein konventioneller vertikaler Doppel-T-Träger aus Stahl oder Beton
  - die meisten Werkstatt- und Industriehängebahnen (z. B. Einschienenhängebahnen im Bergbau)
  - Bauart Titan Global Systems: Hartgummi-Tragrollen auf dem unteren Flansch, Führungsrollen greifen den Steg von außen und den unteren Flansch von unten; Linearmotorantrieb, der auch Hubkraft erbringt und die Tragrollen damit stark entlastet
- System Aerobus: Aluminiumschienen, die nach Hängebrückenart an Kabelkonstruktionen aufgehängt sind (Pylonenabstände bis 600 m), werden von den Drehgestellen von außen umgriffen; zwei Reihen Tragräder

### Hybridbauarten

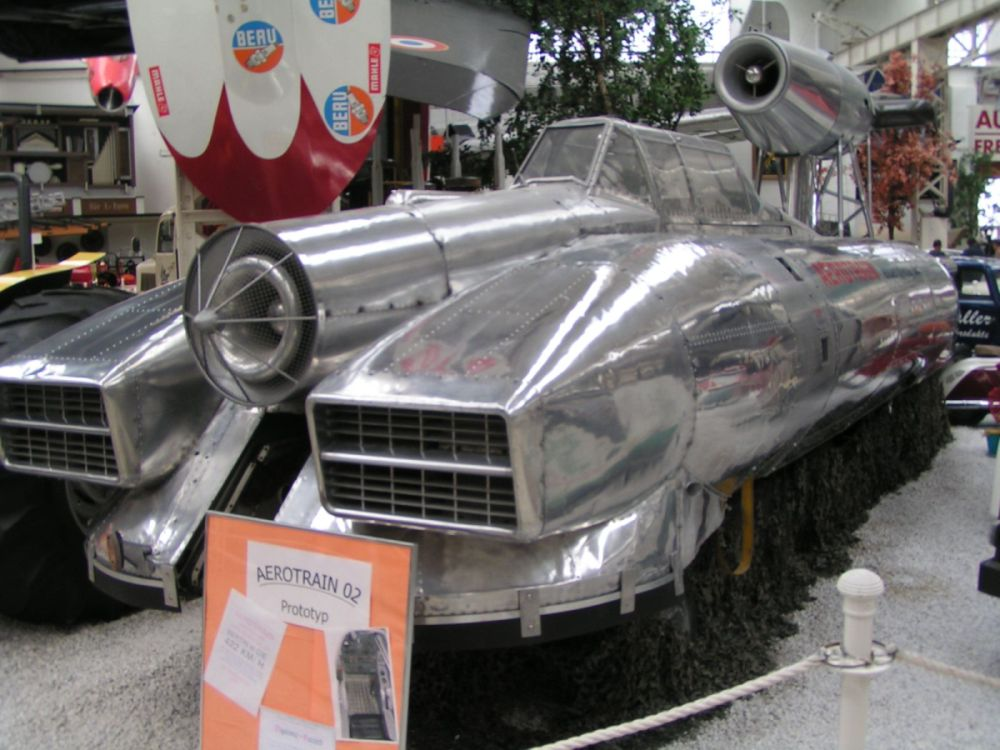
Aérotrain 02 (Prototyp) im Technik-Museum Speyer

Fahrzeuge sind einseitig so an den Fahrbalken gehängt, dass ein Balken beidseitig befahren werden kann
- System Futrex: Fahrbalken mit dreieckigem Querschnitt (Basisbreite etwa 215 cm, Höhe etwa 168 cm) trägt beiderseits oben und unten je eine speziell profilierte Vignolschiene; auf den unteren Schienen laufen diagonal von oben außen Stahlräder mit nach innen gewölbten Laufflächen, auf den oberen Schienen von innen her greifende Vierergruppen von Laufrollen
- System OTG HighRoad: massiver, umgekehrt T-förmiger Fahrbalken (etwa 198 cm breit und 183 cm hoch) mit nach am Rand nach unten gekröpftem Flansch über dem Steg; spurkranzlose Stahlräder laufen auf der Basis (tragend), an der Balkenseite (das Fahrzeug abstützend) und an der Innenseite des Oberflanschs (führend); das Fahrzeug ist durch Ausleger, die unter dem Oberflansch heraus führen, seitlich an die Fahrwerke gehängt; die Oberseite des Oberflanschs bleibt frei für Dienstfahrzeuge o. Ä.

### Einschienen-Schwebebahnen
Als Schwebebahnen werden Systeme bezeichnet, die während der Fahrt die Schiene prinzipiell nicht berühren, wie die Magnetschwebebahn (Transrapid) und die Luftkissenschwebebahn (Aérotrain).

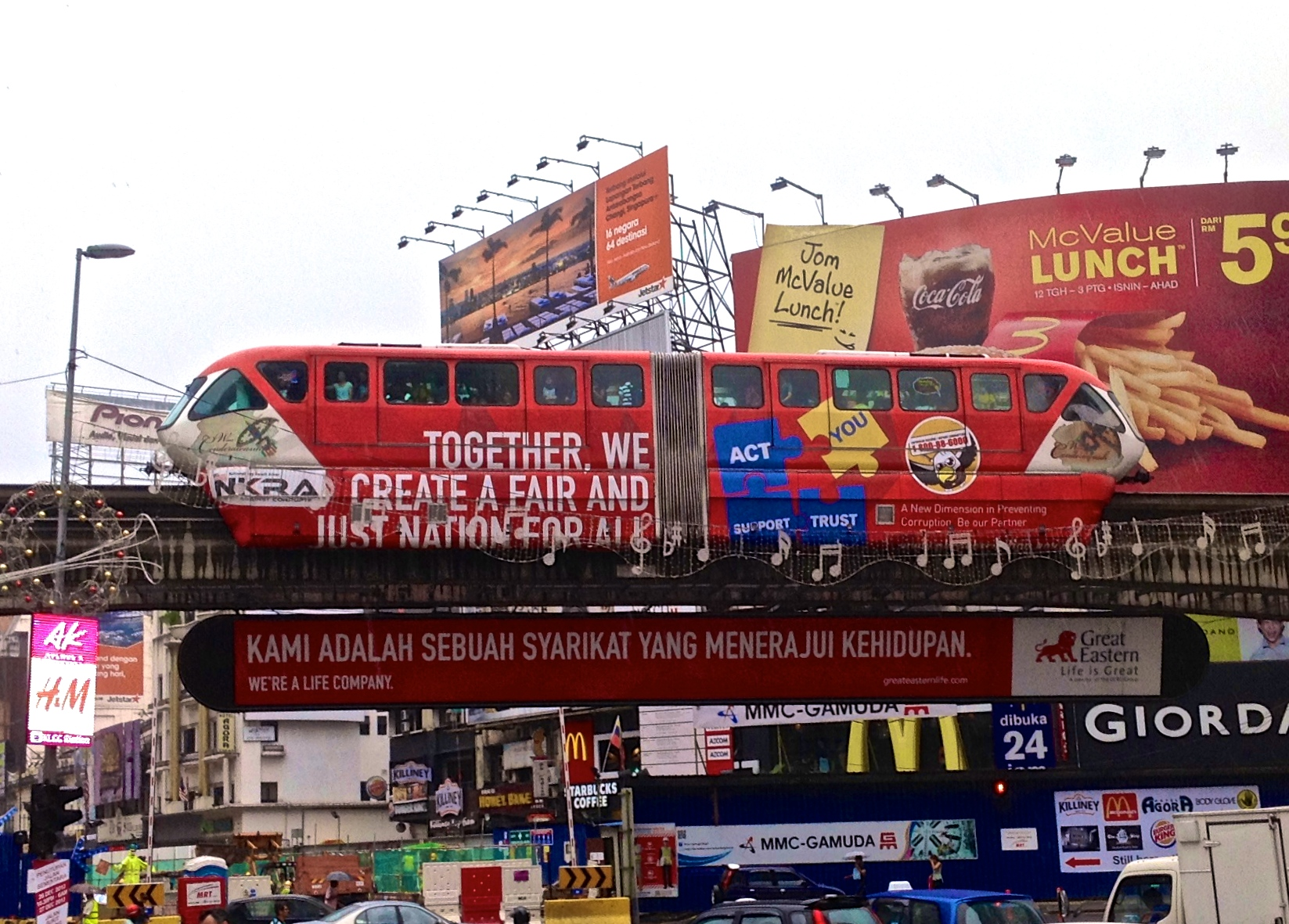
KL Monorail von Kuala Lumpur hier im Jahr 2013 gesehen, bei Bukit Bintang kurz vor dem Bahnhof

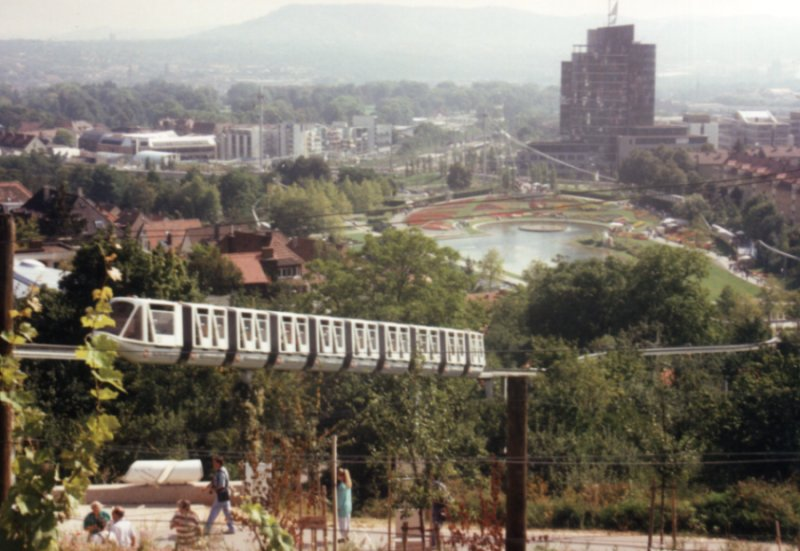
Einschienenbahn bei der IGA 93 im Höhenpark Killesberg in Stuttgart